# Riksdagsutskott (Finland)
Riksdagsutskott, Finlands riksdags utskott, har en central ställning i riksdagsarbetet i Finland.
Utskotten skall enligt Finlands grundlag § 37 tillsättas under valperiodens första riksmöte för hela valperioden. Grundlagen stadgar vidare att ett utskott är beslutfört när minst två tredjedelar av medlemmarna är närvarande, om inte ett högre antal föreskrivs för något särskilt ärende. 
Permanenta utskott är stora utskottet samt fackutskotten grundlagsutskottet, utrikesutskottet, finansutskottet, förvaltningsutskottet, lagutskottet, kommunikationsutskottet, jord- och skogsbruksutskottet, försvarsutskottet, kulturutskottet, social- och hälsovårdsutskottet, ekonomiutskottet, framtidsutskottet, arbetslivs- och jämställdhetsutskottet, miljöutskottet och revisionsutskottet. Riksdagen kan tillsätta tillfälliga utskott. Ett tillfälligt utskotts mandattid fortgår tills det har fullgjort sin uppgift. 
Stora utskottet har 25 medlemmar och 13 ersättare. De permanenta fackutskotten har 17 medlemmar och 9 ersättare, finansutskottet dock 21 medlemmar och 19 ersättare. Riksdagen beslutar om antalet medlemmar och ersättare i ett tillfälligt utskott. Vid behov kan riksdagen besluta öka antalet ersättare i stora utskottet eller antalet medlemmar eller ersättare i något annat utskott på framställning av respektive utskott.
Riksdagens utskott skall ej förväxlas med statsrådets ministerutskott.

## Historiska utskott
Historiska riksdagsutskott i Finland är adressutskottet, agrarutskottet, alkohollagsutskottet, andra lagutskottet, arbetsmarknads- och jämställdhetsutskottet, arbetspolitiska utskottet, arvslagsutskottet, bankutskottet, beskattningslagsutskottet, folkförsäkringsutskottet, folkpensionsutskottet, jorddelningsutskottet, justeringsutskottet, järnvägsutskottet, kommunalutskottet, lag- och ekonomiutskottet, lant- och skogsbruksutskottet, livsmedelsutskottet, utskottet för militära angelägenheter, petitionsutskottet, sjukförsäkringsutskottet, skattelagsutskottet, skatteutskottet, socialutskottet, statsutskottet, utskottet för tjänstemannafrågor, trafikutskottet, tullutskottet, utskottet för utrikesärenden och vattenlagsutskottet.